# God Forbid
God Forbid – amerykańska grupa wykonująca muzykę z pogranicza thrash metalu i metalcore'u. Powstała w 1996 roku w East Brunswick w stanie New Jersey.
W 2013 roku zespół został rozwiązany.

## Dyskografia
Albumy studyjne
| Reject the Sickness         | - Data: 2000 - Wydawca: 9 Volt Records            | –   | –  | –  |                 |
| Determination               | - Data: 23 kwietnia 2001 - Wydawca: Century Media | –   | –  | –  |                 |
| Gone Forever                | - Data: 23 lutego 2004 - Wydawca: Century Media   | –   | 34 | –  |                 |
| IV: Constitution of Treason | - Data: 20 września 2005 - Wydawca: Century Media | 119 | 8  | –  |                 |
| Earthsblood                 | - Data: 16 lutego 2009 - Wydawca: Century Media   | 110 | –  | 18 | - USA: 12 tys.+ |
| Equilibrium                 | - Data: 27 marca 2012 - Wydawca: Victory Records  | 156 | 28 | 14 |                 |
| "—" album nie był notowany. |                                                   |     |    |    |                 |

Minialbumy
| Tytuł         | Dane dot. albumu                      |
| ------------- | ------------------------------------- |
| Out of Misery | - Data: 1998 - Wydawca: We Put Out    |
| Better Days   | - Data: 2003 - Wydawca: Century Media |

Kompilacje
| Tytuł               | Dane dot. albumu                                 |
| ------------------- | ------------------------------------------------ |
| Sickness and Misery | - Data: 6 listopada 2007 - Wydawca: Koch Records |

## Wideografia
| Tytuł                                      | Dane dot. albumu                                 |
| ------------------------------------------ | ------------------------------------------------ |
| Beneath the Scars of Glory and Progression | - Data: 10 czerwca 2008 - Wydawca: Century Media |